# 克勒貝爾斯貝格冰川
67°23′S 66°19′W / 67.383°S 66.317°W
克勒貝爾斯貝格冰川是南極洲的冰川，長13公里、寬4公里，發源自葛拉漢地的中央高原，最終注入拉勒曼德港，該冰川以奧地利的冰川學家命名。